# Birra San Miguel
San Miguel, Fábricas de Cerveza y Malta, S.L.U., commercialmente, San Miguel, è una azienda spagnola produttrice di birra con sede a Malaga e appartenente al gruppo Mahou San Miguel.
La prima fabbrica di San Miguel aprì le sue porte a Manila, nelle Filippine, nel 1890 e da allora viene esportata in Asia, negli Stati Uniti d'America e in varie capitali europee. Nel 2014 la compagnia San Miguel Fábricas de Cerveza y Malta, S.A.U. si trasformò in San Miguel Fábricas de Cervezas, S.L.
La compagnia birraia spagnola ha ricevuto numerosi premi internazionali nel corso del tempo. Nel 2015 l'evento Brussels Beer Challenge ha catalogato le birre San Miguel Fresca e San Miguel Selecta XV tra le migliori al mondo. Al 2016 la birra San Miguel è commercializzata in 40 paesi. In Spagna possiede fabbriche a Lleida, Burgos e Málaga.

## Storia della compagnia birraia spagnola

### Arrivo alle Filippine
La storia di birra San Miguel risale al 1890, quando un gruppo di spagnoli decise di aprire la prima fabbrica di birra nel Sudest asiatico, precisamente a Manila, capitale dell'allora Capitanato Generale delle Filippine, destinata alla produzione di vari tipi di birra e prodotti derivati con il marchio "San Miguel". Nella capitale della colonia spagnola delle Isole Filippine nessuno conosceva la birra e per questo il giorno dell'inaugurazione della fabbrica di birra passò alla storia come "Giorno di San Miguel".
La prima Fabbrica di Birra San Miguel inaugurata da Enrique María Barretto de Ycaza nel quartiere di San Miguel di Manila inglobò un piccolo convento di frati agostiniani che aveva cominciato a produrre birra nel 1885 nel quartiere, e poco a poco, iniziò l'esportazione della sua birra ad altre zone del Sudest Asiatico. Nel 1903, in piena espansione, San Miguel arrivò a Guam, Hong Kong e Shanghai, i tre porti commerciali con maggiore attività. La colonia britannica di Hong Kong, che fino ad allora era stata leader dell'esportazione del the cinese, ricevette con entusiasmo la birra spagnola.
La fabbrica di birra San Miguel divenne testimone dello sviluppo industriale e politico di numerosi paesi. Nel 1930, il gruppo di spagnoli, nel tentativo di diffondere la sua birra nel mondo, decise di attraversare l'Oceano verso altre direzioni. Prossima fermata: Stati Uniti.
Negli anni successivi, tra il 1930 e il 1940, San Miguel divenne la birra più venduta in tutta l'Asia e continuò ad espandere la sua passione per la birra in altre zone del mondo. L'espansione della compagnia birraia e il suo riconoscimento internazionale erano solo all'inizio.

### Successo in Spagna
Le aspirazioni della compagnia erano elevate: oltre a far conoscere il prodotto nazionale al di fuori delle frontiere, San Miguel volle affermarsi nel territorio spagnolo. Nel febbraio del 1946 venne costituita a Lérida la società La Segarra S.A. allo scopo di fabbricare la birra, ma le pratiche burocratiche ritardarono il suo avvio fino al 1953. Nel 1954, il gruppo ritorna in Spagna in una traversata di 45 giorni, accompagnato da lievito asiatico.
Nel 1957 venne firmato l'Accordo di Manila con il presidente di San Miguel Corporation, Andrés Soriano, con il quale prese vita la compagnia "San Miguel, Fábricas de Cerveza y Malta, S.A.", indipendente dalla casa madre filippina. Da allora le due aziende hanno seguito strade diverse.

### Espansione internazionale
Nel 1965 birra San Miguel sbarca in Africa e nel 1967 si diffonde in altre capitali europee, come Londra, Parigi e Berlino. Nel 1970 acquisì la Compañía hispano-holandesa de Cervezas (GULDER) e la sua fabbrica di Burgos. Le tre fabbriche avevano una capacità di 1 600 000 hl, raggiungendo una quota del 7 % del mercato nazionale. Grazie alla progressiva apertura della Spagna e all'operato del Dipartimento Esportazioni della compagnia, gli anni settanta furono caratterizzati dall'aumento delle esportazioni di questa birra spagnola, sia in Europa Occidentale, sia nell'Europa Orientale e nell'Africa Settentrionale, arrivando a sfiorare la cifra annuale di 125 000 hl.
In Italia la produzione della birra San Miguel per il mercato locale è curata da Birra Castello.

## Gruppo Mahou-San Miguel
La formazione del Gruppo Mahou-San Miguel trova le sue origini nelle azioni della Danone. Nel 1994, la multinazionale francese Danone acquisì il 18% della società Cervezas San Miguel, Fábricas de Cerveza y Malta. Nel 1997 Danone aumenta la sua presenza all'82%, spettandole anche una parte significativa della compagnia birraia Mahou. Alcuni anni dopo, Danone trascura gli interessi della società birraia e il fabbricante di birra sfrutta le sinergie con Mahou, fondendosi e dando vita al Gruppo Mahou-San Miguel. In seguito assorbiranno anche la compagnia Birra Alhambra.
Dalla creazione del Gruppo Mahou-San Miguel, in mano alle famiglie Herraiz e Gervás, il riconoscimento della sua birra è aumentato, affermando la sua posizione come birra spagnola di riferimento, così come in ambito internazionale. Il gruppo possiede 7 centri produttivi in Spagna, 1 in India, 2 sorgenti d'acqua e comprende 43 marchi e 57 varietà di prodotti.

## Gamma di birre San Miguel

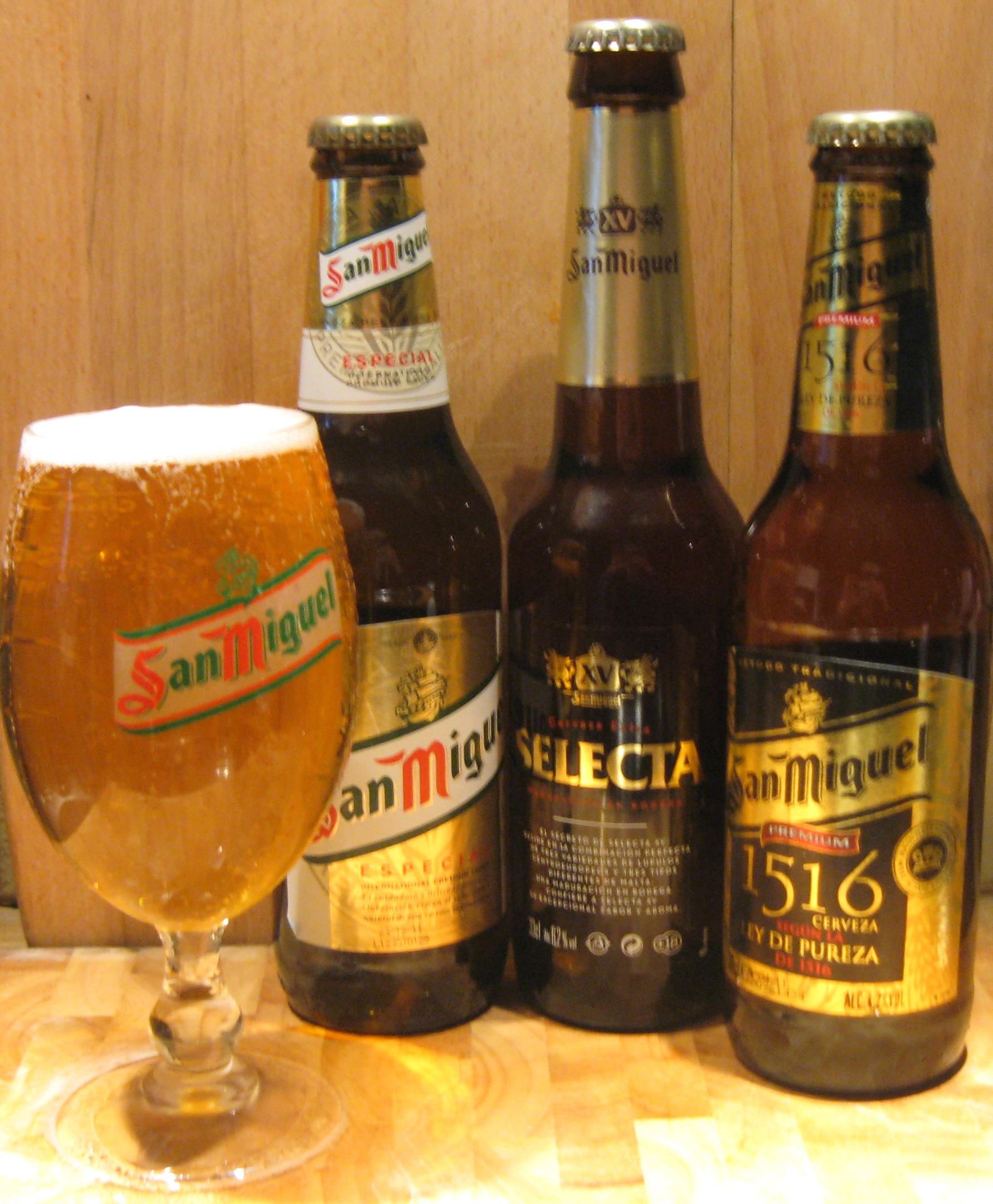

L’uso di orzo e luppolo francese durante il processo di produzione nella fabbrica di Lleida nel 1957 diede origine alla prima birra speciale in Spagna: San Miguel Especial. Da allora, questa birra è passata alla storia per il suo caratteristico colore giallo oro brillante, per la sua freschezza e il suo gusto leggermente amaro. La compagnia birraia San Miguel ottenne l’anno successivo, nel 1958, un totale di 3 premi all’'Eccellenza' in concorsi mondiali. È la birra associata al marchio birraio spagnolo più esportato, con grande successo internazionale per il suo ottimo sapore.
Nel 1993 compare sul mercato San Miguel 1516, una birra spagnola speciale prodotta secondo la Legge della Purezza tedesca del 1516 promulgata da Guglielmo IV di Baviera, usando solo acqua, malto d’orzo e luppolo. Venne scelta come miglior Pilsen Lager Europea nei World Beer Awards 2011.
Nel 2001 la compagnia lancia la prima birra spagnola analcolica: San Miguel 0,0%. Fino ad allora tutte le birre spagnole appartenenti alla categoria analcolica conservavano un po’ di gradazione, per questo è la prima a riuscirci, conservando il gusto e la qualità di sempre.
Nel 2003, impegnata con l’ambiente e lo sviluppo sostenibile, la compagnia sviluppa la sua prima birra ecologica: San Miguel Eco, prodotta con malto e luppolo provenienti unicamente da agricoltura ecologica.
Nella gamma di birre San Miguel, spicca anche San Miguel Selecta XV, eletta 'Sapore dell’Anno' nelle edizioni del 2010 e del 2011, caratterizzata principalmente dalla maturazione in cantina durante la produzione e da un intenso sapore, frutto della combinazione di tre varietà di luppolo e tre tipi d’orzo.
San Miguel Clara, contiene sei parti di San Miguel Especial e quattro di bibita al limone, con una bassa gradazione alcolica (3,2º) e un intenso sopore che miscela limoni mediterranei e agrumi, lasciando in bocca una sensazione molto rinfrescante.
San Miguel Fresca, lanciata nel 2013 come la birra lager a bassa gradazione di San Miguel. È stata lanciata in esclusiva per il Regno Unito e l’accoglienza è stata così calorosa che il gruppo ha deciso di estendere la sua commercializzazione e di installarsi anche sul territorio nazionale. La birra si caratterizza per essere leggera e rinfrescante, oltre all’odore di intensità media, leggermente fruttato con piccoli tocchi di luppolo e malto.
San Miguel Blu è la birra spagnola di San Miguel lanciata nel 2014 ed è il risultato di una proposta innovatrice e moderna per soddisfare le esigenze del pubblico più giovane. È una birra con profumo di vodka e con una gradazione alcolica di 6º.
San Miguel Sin Gluten arriva sul mercato nel 2015 e presenta il sigillo “Spiga barrata”, un distintivo che certifica il prodotto come Idoneo per Celiaci dalla FACE (Federazione delle Associazioni di Celiaci della Spagna), ottenuto dopo l’audit realizzato da AENOR, durante il quale sono stati valutati sia il processo produttivo sia il risultato del prodotto finale.